# Gorgone di Bath

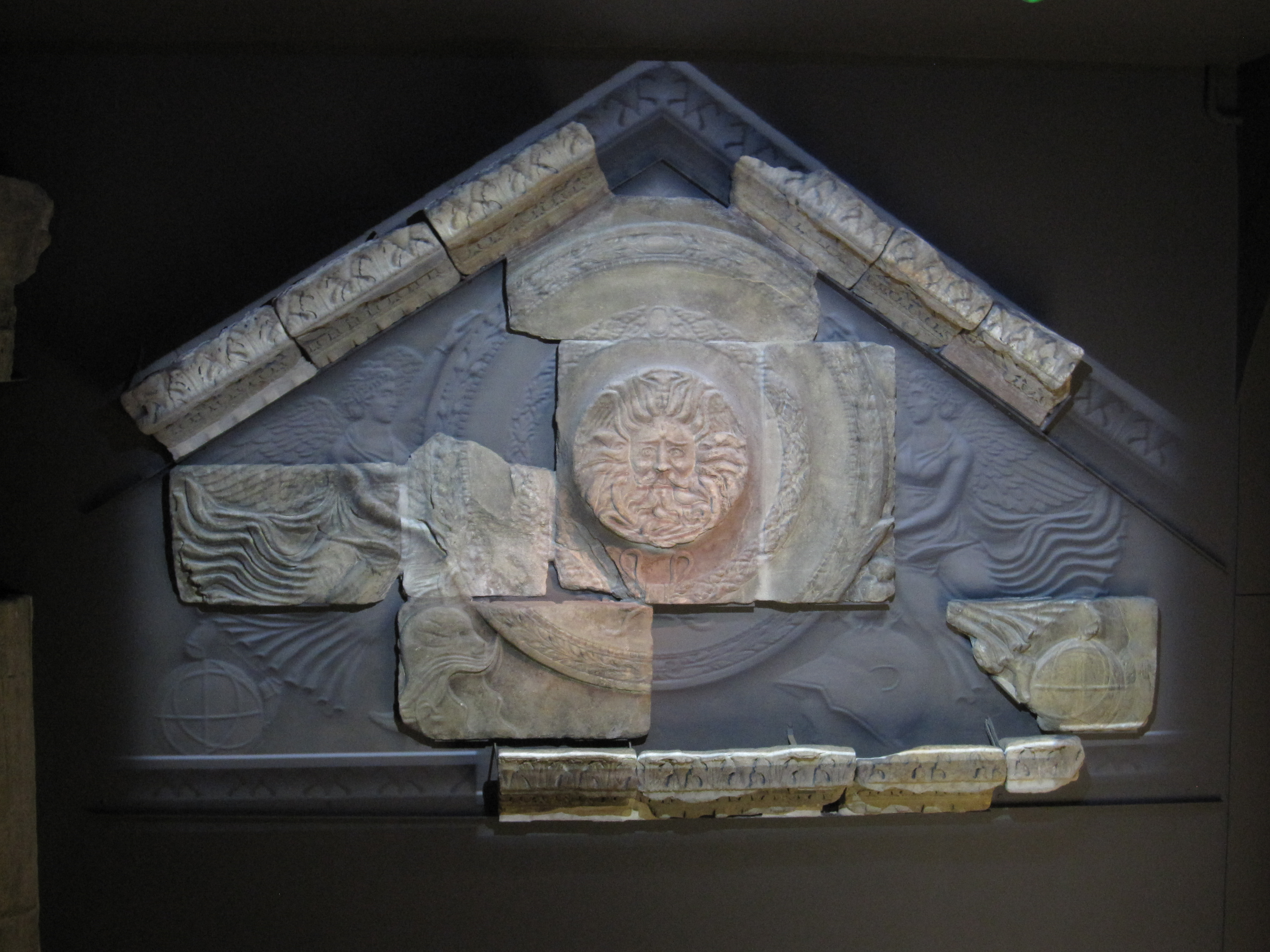
La faccia nel contesto del frontone ricostruito

È chiamata gorgone di Bath una grande faccia scolpita, d'identificazione incerta, che un tempo si trovava al centro del frontone del tempio dedicato alla dea Sulis nella località romana di Aquae Sulis, oggi Bath nel Regno Unito. È stata scoperta nel 1790.
Il contesto e l'aspetto della figura fanno pensare alle mitologiche gorgoni (dal che il nome con cui è conosciuta oggi), ma l'identificazione è incerta, perché le gorgoni erano figure femminili mentre questo volto è decisamente maschile. Gli archeologi hanno ipotizzato che la discrepanza sia dovuta a una combinazione dell'immaginario classico con quello celtico. Altre ipotesi sono che la testa rappresenti un dio acquatico o solare.